# Lazil (kommun)
Lazil (franska: L’Asile) är en kommun i Haiti.   Den ligger i departementet Nippes, i den sydvästra delen av landet, 120 km väster om huvudstaden Port-au-Prince.